# Сахненко, Даниил Фёдорович
Дании́л Фёдорович Сахне́нко (укр. Данило Федорович Сахненко; 1875, Екатеринослав — 1930, Харьков) — российский и советский кинооператор, автор ряда документальных картин о Гражданской войне.

## Биография
Родился в Екатеринославе (ныне — Днепр, Украина).
С 1906 года работал киномехаником в электротеатре «Биограф» у предпринимателя А. Зайлера. С самого начала проявлял сноровку в эксплуатации и ремонте кинопроекционного аппарата. Вскоре, самостоятельно изучив киносъёмочную аппаратуру, начал снимать, и в 1908 году был приглашён агентом французской фирмы «Бр. Пате» в качестве корреспондента в Екатеринославе. По свидетельству режиссёра Арнольда Кордюма, снятые Сахненко сюжеты запечатлевали наиболее любопытные сцены местной жизни, удавалось ему передать и поэзию окружающих пейзажей.
Удачно сняв весенний паводок на Днепре, Сахненко получил известие, что «стоимость присланного материала покрывает стоимость киноаппарата и отныне камера переходит в собственность корреспондента». Сотрудничество с «Пате-журналом» продолжалось до 1911 года.
В 1912 году основал в Екатеринославе кинофирму «Южнорусское ателье „Родина“».
Фронтовой кинооператор в годы Первой мировой войны. Во время Гражданской войны снимал боевые операции Первой конной армии. Впоследствии отошёл от операторской работы, став киноинженером-рационализатором.
С 1921 года работал в Екатеринославском филиале кинокомитета. С 1925 года работал в центральной лаборатории ВУФКУ в Харькове, в организации которой сам участвовал.

## Фильмография
- 1908 — Первый случай холеры в нашем городе
- 1910 — По Днепру
- 1911 — Главные сечи Запорожья
- 1911 — Грандиозные Днепровские пороги
- 1911 — Достопримечательности города Екатеринослава
- 1911 — Живописные берега Днепра
- 1911 — Запорожская сечь
- 1911 — Малороссийская свадьба
- 1911 — Мать-служанка
- 1911 — Наталка-Полтавка
- 1911 — Остров Хортица
- 1911 — Сельско-промышленная выставка в городе Екатеринославе
- 1911 — Южный Город Екатеринослав
- 1912 — Вот так попал
- 1912 — День колоса ржи в Екатеринославе
- 1912 — Крестьянские богатства Юга России (совместно с В. Вишневским)
- 1912 — Любовь Андрея
- 1912 — Мазепа
- 1912 — Школьный праздник в Екатеринославе
- 1913 — Грицько Голопупенко
- 1913 — Детский праздник в саду Коммерческого собрания в Екатеринославе
- 1913 — Похороны жандарма Горбачёва, убитого в Екатеринославе
- 1913 — Похороны Екатеринославского губернатора Владимира Васильевича Якунина
- 1913 — Тупнир соколов в Екатеринославе
- 1913 — Тяжёлая расплата
- 1914 — 4-й турнир соколов на территории выставки в Екатеринославе, происходивший 27 апреля
- 1914 — Открытие памятника Императрице Екатерине ІІ в Екатеринославе
- 1914 — Первые бега и офицерские скачки на Екатеринославском ипподроме, происходившие 13 апреля 1914 г.
- 1914 — Похороны обер-гофмейстера двора Его Величества Г. П. Алексеева в Екатеринославе
- 1914 — Прибытие знамён, пожалованных Государём Императором лейб-гвардейскому Екатеринославскому полку
- 1914 — Сокольский детский праздник в Екатеринославе
- 1915 — Богдан Хмельницкий
- 1915 — Во славу русского оружия
- 1915 — Геройский подвиг сестры милосердия Риммы Ивановой
- 1915 — Геройский подвиг телефониста Алексея Манухи
- 1915 — На поле брани
- 1915 — Наши казаки Кубани в тылу
- 1915 — Похороны сына действительного статского советника корнета Ивана Алексеевича Синельникова, погибшего на поле брани в боях на Карпатах 19 января с. г.
- 1915 — Пребывание его Императорского Величества Государя Императора
- 1916 — Умер бедняга, в больнице военной
- 1917 — Хроника города Екатеринослава
- 1925 — Каков уход, таков и приход (совместно с. А. Майнсом)
- 1925 — Убийство селькора (совместно с М. Лидером)

Фильмография приводится по библиографическим справочникам «Операторы советского кино» (2011) и «Фактографическая история кино в Украине. 1896—1930» (2016).

## Память
Всеукраинский фестиваль экранных искусств «Днепр-синема», который проводят в Днепропетровске с 2004 года, с 2008 года носит имя Даниила Сахненко. На фестивале вручают и премию его имени.
На базе Днепропетровской областной научной универсальной библиотеки действует киноклуб имени Даниила Сахненко.
15 сентября 2011 года в Днепропетровске, на здании кинотеатра «Родина» была открыта мемориальная доска первому екатеринославскому и днепропетровскому кинооператору.